# Четвърта македонска война
Четвъртата македонска война, позната още като въстанието на Андриск, е римско-македонски сблъсък от 149 – 148 г. пр.н.е., кулминация на поредица от конфликти, започнали още в последните десетилетия на III в. пр.н.е. Завършва с окончателно покоряване на Древна Македония от Рим.

## Предпоставки
Причина за войната е разрушаването на военнополитическия ред, наложен от Рим след битката при Пидна от 168 г. пр.н.е. 
По нареждане на Сената победителят в Третата македонска война проконсул Луций Емилий Павел налага политическа и административна уредба, чийто замисъл е да възпрепятства повторно засилване на Македония. Римските войски се оттеглят от страната. Но преди това тя е разделена на четири области (merides), административно и икономически изолирани една от друга. Заедно с последния цар от династията на Антигонидите Персей и синовете му, в Италия са отведени голям брой военни и администратори, представляващи цвета на управленския елит. Властта в четирите републики със средища в Амфиполис, Тесалоника, Пела и Пелагония е поета от аристократи, потомствени противници на Антигонидите и лоялни на Рим. Немалка част от македонците обаче остават против новата уредба. Недоволството се корени в значителното обедняване на Македония, напълно оплячкосана непосредствено след поражението от 168 г. пр.н.е., лишена от най-доходоносните си икономически отрасли (златните и сребърните мини са затворени, дърводобивът за корабостроене – забранен) и от житниците си в Тесалия и бившите царски имения.

## Възстановяване на македонското царство
Към 151-150 г. пр.н.е., когато голяма част от зърното на Тесалия е изнесено за Рим, в Македония възникват обществени вълнения. По това време адрамитецът Андриск, представящ се за незаконен син на Персей, прави първи опит да вдигне македонците на оръжие. Неполучил достатъчно подкрепа, той е принуден да емигрира.
През 150 или 149 г. пр.н.е. Андриск се завръща в Македония начело на войска, набрана в Мала Азия и Тракия. Първото му нападение над най-източната от четирите области е отблъснато, но малко по-късно (три или четири месеца по-късно според първоизточника Полибий), в сражение в земята на одомантите източно от Стримон, опълчението на тази област е разгромено. Андриск прекосява реката и сломява войската и на втората област. След това второ сражение цяла Македония пада под властта му без повече съпротива. Андриск се установява в древната столица Пела и се обявява за цар под името Филип VI.

## Намеса на Рим
Много скоро след възцаряването на Андриск негови войски проникват в Тесалия. Местният елит отправя призив за помощ към Ахейския съюз. В това време в Елада пристига пратеник на Сената – Публий Сципион Назика, със задачата да се опита да уреди кризата по мирен път. През същата 149 г. пр.н.е. Рим влиза във война с Картаген (Третата пуническа война). Значителни римски сили са заети в Африка срещу картагенците и в Иберия срещу бунтуващите се лузитански племена. За римляните и съюзните им елини Андриск се появява в Македония като „паднал от небето“. Вместо преговори, Назика е принуден да поведе ахейските войски, за да отблъсне нашествениците от Тесалия.
Рим изпраща срещу Андриск претора Публий Ювенций Тална. Но освен с гръцките контингенти той разполага само с един легион. Това се оказва недостатъчно, за да изпълни поставената му задача. През 149 или в началото на 148 г. пр.н.е. войските на Тална търпят пълно поражение, а самият той загива в битката с македонците и траките.

## Втората битка при Пидна
Вследствие от разгрома на Тална голяма част от Тесалия пада в ръцете на Андриск. Победата с величина, непостигната от други елинистически царе, нито в предишните македонски войни, му печели престиж и привърженици в Македония, но също буди страх у част от македонските първенци от отмъщението на Рим. Андриск е принуден да прибегне към репресии, за да се справи със съпротивата им.  Това, на свой ред, засилва опозицията и дестабилизира властта му.
След поражението римляните са решени да спасят престижа, на който се крепи господството им в Елада. За умиротворяване на Македония през 148 г. пр.н.е. е назначен втори претор – Квинт Цецилий Метел, снабден с проконсулски правомощия и двойно по-силна войска. Във военната кампания срещу Андриск се включва царят на Пергам Атал II, който води политика на сътрудничество с Рим и против повторно възмогване на регионалния съперник Македония.
Появата на силната пергамска флота по македонското крайбрежие застрашава тила на Андриск. Той решава да изтегли войските си от Тесалия и да прегради пътя на настъпващите легиони на Метел при Пидна. В сблъсък между конниците на двете армии македонците излизат победители, след което царят им решава да отдели част от силите си и да ги прати в Тесалия, за да компрометира на свой ред тила на римляните. От това се възползва римският предводител. Метел привлича на своя страна македонския кавалерийски командир Телест и го убеждава да дезертира заедно с конниците си. След тази измяна македонската армия не успява да удържи римския щурм. Според летописеца Евтропий, писал векове по-късно, в битката губят живота си 25 000 души.
След поражението при Пидна голяма част от македонците изоставят Андриск. Той се оттегля в Тракия, където събира нова войска, но е преследван и повторно разбит от Метел. Войната приключва след като под заплахите на римския предводител един от тракийските вождове му предава Андриск.

## Последици
Въстанието на Андриск убеждава Рим да промени политиката си по отношение на Македония като наложи по-пряк военен контрол върху страната. Формално юридически провинция Македония не е образувана. Четирите автономни области, създадени през 167 г. пр.н.е. и унищожени две десетилетия по-късно от Андриск, са повторно учредени от Метел. Но в тях вече се разполагат трайно значителни римски войски, за да се справят с новите претенденти и нападенията на съседните траки и келти. Римското господство над Македония е поставено пред по-сериозно изпитание едва през 80-те години пр.н.е. по време на Митридатовите войни.